# Gmina Tahkuranna
Gmina Tahkuranna (est. Tahkuranna vald) – gmina wiejska w Estonii, w prowincji Parnawa.
W skład gminy wchodzi:
- 1 miasto: Võiste
- 9 wsi: Laadi, Leina, Lepaküla, Mereküla, Metsaküla, Piirumi, Reiu, Tahkuranna, Uulu.